# Fuchs Arje Juda Léb
Fuchs Arje Juda Léb (Morvaország, ? – 1832) veszprémi rabbi.

## Élete
Veszprémi rabbi volt, több mint huszonöt évig töltötte be a ezt az állást. Halachikus levelezésben állt Benet Mordechai morvaországi főrabbival, valamint kiadta Weisz Izsák verseci rabbi Bész Jicchok című művét 1824-ben.